# Hellalive
Hellalive — первый полноформатный концертный альбом американской грув-метал-группы Machine Head, вышедший в 2003 году на лейбле Roadrunner. Альбом стал первым релизом в составе Machine Head для гитариста Фила Деммела. Выпущенный с целью привлечения внимания к предстоящему студийному альбому релиз получил сдержанные оценки от музыкальных критиков. Среди достоинств пластинки обозреватели выделяли разнообразие композиций, отражающих весь творческий путь Machine Head, а также высокое качество звука. К недостаткам рецензенты отнесли присутствие на альбоме ряда проходных композиций. Hellalive продемонстрировал невысокую динамику продаж, не попав в чарты США, но сумев пробиться в хит-парады Франции и Великобритании.

## Предыстория и запись
В мае 2002 года, по причине музыкальных разногласий и личных конфликтов, гитарист Ару Ластер решил покинуть группу. Для концертов в рамках европейского летнего тура коллектив пригласил гитариста Фила Деммела, ранее игравшего в треш-метал-группе Vio-lence, участником которой до 1992 года являлся и Робб Флинн. В тот период между участниками коллектива возникли напряжённые отношения из-за проблем с лейблом, и группе, по словам Флинна, было необходимо попробовать себя в чём-то новом.
В том же году, после летнего турне, Machine Head начали подготовку своего первого концертного альбома. Изначально в качестве материала для релиза музыканты планировали использовать только записи, сделанные во время выступления в лондонской Brixton Academy 8 декабря 2001 года. Однако позднее было решено включить в альбом песни «None But My Own» и «The Burning Red», исполненные 7 июля 2002 года на концерте в Лейпциге в рамках фестиваля With Full Force, когда в составе группы на месте гитариста уже был Фил Деммел. Замена была обоснована тем, что звуковые дорожки с песнями «White Knuckle Blackout» и «Deafening Silence», которые были сыграны в Брикстоне, оказались непригодными. Также предполагалось, что в приложение к альбому будет добавлена концертная запись одной из песен с альбома The Burning Red, но в дальнейшем это предложение было отвергнуто.
Всего в альбом вошли четырнадцать композиций: четыре с Burn My Eyes, два с The More Things Change, четыре с The Burning Red и четыре с Supercharger. Микширование композиций было поручено продюсеру Колину Ричардсону, вместе с которым группа работала над своими первыми двумя студийными альбомами. Название альбома было выбрано фанатами путём голосования.
В феврале 2003 года группа сообщила, что альбом выйдет 11 марта на лейбле Roadrunner.

## Критика и коммерческий успех
| Оценки критиков | Оценки критиков |
| Источник        | Оценка          |
| --------------- | --------------- |
| Allmusic        | [ 9 ]           |
| Laut.de         | Нейтральная     |
| Exclaim!        | Положительная   |
| Metal Storm     | [ 11 ]          |

Альбом был, в целом, положительно оценён критикам. Джон Серба из Allmusic похвалил выбор песен, позволяющий проследить развитие музыкального стиля группы, а также отметил сами энергичные выступления и плотность звучания гитар, на которых Колин Ричардсон сделал особый акцент при микшировании. При этом, по его мнению, сам релиз стал символом «угасания» группы, в подтверждение чего обозреватель сравнил такие хиты коллектива, как «Take My Scars», «Ten Ton Hammer» и «The Blood, the Sweat, the Tears», с «вялыми» композициями периода Supercharger. В похожем ключе о релизе высказался Михаэль Эдель из Laut.de, также обративший внимание на мощное грувовое звучание группы в таких композициях, как «Bulldozer», «Ten Ton Hammer», «American High» и «Davidian». В короткой ретроспективной заметке для журнала Exclaim! Эмбер Отье положительно отозвался о переданной на пластинке концертной атмосфере и общем качестве звука. Обозреватель вебзина Metal Storm так же отнёс к сильным сторонам диска жанровое разнообразие и высокий уровень сведения композиций, которые, по его мнению, приближаются к студийным записям по чистоте звучания. Подводя итог своей рецензии, обозреватель особо выделил «Old», «I’m Your God Now», «Supercharger» и назвал Hellalive, вероятно, лучшим концертным альбомом в стилях трэша и ню-метала. При этом обозреватели сходились во мнении, что данный релиз обязателен к прослушиванию фанатам коллектива.
Hellalive, во многом направленный на повышение интереса к готовящемуся релизу Machine Head, продемонстрировал скромные результаты в чартах. Так, альбом не смог попасть ни в один чарт США, но при этом в хит-парадах Франции и Великобритании ему удалось выйти на 78-ю и 143-ю позиции соответственно.

## Список композиций
| №                   | Название                          | Текст песни            | Музыка                                | Альбом                  | Длительность |
| ------------------- | --------------------------------- | ---------------------- | ------------------------------------- | ----------------------- | ------------ |
| 1.                  | «Bulldozer»                       | Робб Флинн             | Робб Флинн                            | Supercharger            | 5:01         |
| 2.                  | «The Blood, the Sweat, the Tears» | Робб Флинн, Ару Ластер | Робб Флинн                            | The Burning Red         | 4:16         |
| 3.                  | «Ten Ton Hammer»                  | Робб Флинн             | Machine Head                          | The More Things Change… | 5:01         |
| 4.                  | «Old»                             | Робб Флинн             | Machine Head                          | Burn My Eyes            | 4:59         |
| 5.                  | «Crashing Around You»             | Робб Флинн             | Робб Флинн                            | Supercharger            | 4:59         |
| 6.                  | «Take My Scars»                   | Робб Флинн             | Machine Head                          | The More Things Change… | 5:04         |
| 7.                  | «I'm Your God Now»                | Робб Флинн, Ару Ластер | Machine Head                          | Burn My Eyes            | 6:22         |
| 8.                  | «None But My Own»                 | Робб Флинн             | Machine Head                          | Burn My Eyes            | 7:16         |
| 9.                  | «From This Day»                   | Робб Флинн             | Робб Флинн, Дэйв Макклейн, Ару Ластер | The Burning Red         | 5:09         |
| 10.                 | «American High»                   | Робб Флинн             | Робб Флинн, Дэйв Макклейн, Ару Ластер | Supercharger            | 3:34         |
| 11.                 | «Nothing Left»                    | Робб Флинн             | Робб Флинн, Дэйв Макклейн             | The Burning Red         | 5:33         |
| 12.                 | «The Burning Red»                 | Робб Флинн             | Machine Head                          | The Burning Red         | 6:09         |
| 13.                 | «Davidian»                        | Робб Флинн             | Machine Head                          | Burn My Eyes            | 6:00         |
| 14.                 | «Supercharger»                    | Робб Флинн, Адам Дьюс  | Робб Флинн, Дэйв Макклейн             | Supercharger            | 7:35         |
| Общая длительность: | Общая длительность:               | Общая длительность:    | Общая длительность:                   | Общая длительность:     | 77:36        |

## Участники записи
Machine Head
- Робб Флинн — вокал, гитара
- Фил Деммел — гитара (8 и 12 трек)
- Адам Дьюс — бас-гитара
- Дэйв Макклейн — ударные
- Ару Ластер — гитара (треки 1-7, 9-11, 13 и 14)

Технический персонал
- Крис Хенсон — звукоинженер
- Рональд Мэттис — звукоинженер
- Джордж Марино — мастеринг
- Колин Ричардсон — микширование
- Адам Сандерс — букинг
- Скот Сокол — букинг
- Алекс Гудисон — помощник звукоинженера
- Лаура Уиттакер — помощник звукоинженера
- Дейна Элкорн — дизайн
- Майк Андерсон — техник
- Стив Финч — техник
- Энди Уотсон — техник
- П. Р. Браун — оформление
- Монте Коннер — скаут

## Позиции в чартах
| Чарт (2003)    | Позиция |
| -------------- | ------- |
| Франция        | 78      |
| Великобритания | 143     |